# Évaluation
Pour les articles homonymes, voir Évaluation (homonymie).
 (septembre 2020).
Si vous disposez d'ouvrages ou d'articles de référence ou si vous connaissez des sites web de qualité traitant du thème abordé ici, merci de compléter l'article en donnant les références utiles à sa vérifiabilité et en les liant à la section « Notes et références ».
 (août 2016).
- Si vous ne connaissez pas le sujet, laissez ce bandeau (vous pouvez alors contacter les auteurs).
- Si vous supprimez le contenu mis en cause (vous pouvez préalablement contacter les auteurs),

argumentez précisément cette suppression dans la page de discussion
(un manque de référence n'est pas un argument ; une recherche réelle de référence doit avoir été effectuée, être formellement documentée).
L'évaluation est l'action de déterminer la valeur de quelque chose. La démarche d'évaluation peut viser à mesurer, quantifier (usage de méthodes statistiques) et caractériser une situation, une entité, un résultat ou une performance, de nature complexe et donc a priori difficilement mesurable. Selon l'objet ciblé, la démarche d'évaluation fait appel à des méthodes ou outils très variés en fonction de leurs présupposés théoriques - et politiques - de leurs buts, de leurs techniques.
La notation, la valorisation et la certification sont des variantes de l'évaluation.
En tant que concept, l'évaluation est le rapport que l'on entretient avec la valeur. L'homme est porteur de valeurs qu'il a reçues plus ou moins consciemment, qu'il convoque pour mesurer la valeur d'objets ou de produits, pour contrôler les procédures (vérifier leur conformité) ou encore interroger (rendre intelligible) le sens de ses pratiques : s'interroger sur la valeur, rendre intelligible les pratiques au moyen de l'évaluation située.
Plus généralement, l'évaluation est un processus mental de l'agir humain. l'action est adossée à des processus d'évaluation qui sont tantôt des vérifications de la conformité de nos actes, tantôt de l'auto questionnement (quand on s'interroge sur une décision, qu'on a besoin d'y penser pour rendre intelligible ce qui ne va pas de soi).
On trouve aussi des outils d'évaluation qui sont rattachés à des grandes classes de modèles d'évaluation

## Définitions et enjeux
Toute démarche d'évaluation peut viser soit le contrôle, soit l'accompagnement. Pour bien faire, elle suppose une conduite et une mise en œuvre :
1. indépendante de l'objet évalué et des acteurs qui en assurent la gestion opérationnelle (Selon un principe de gouvernance général et constant, on ne peut être à la fois juge-évaluateur et partie prenante de l'affaire en cause.) ;
2. d'un niveau conceptuel élevé, c'est-à-dire capable d'une appréhension globale de l'entité évaluée (Pour envisager l'entité en elle-même mais également dans ses rapports avec son environnement dans le temps et dans l'espace, avec ses finalités et ses bénéficiaires potentiels ou présumés.).

Bien qu'il soit possible — et sans doute souhaitable — d'inciter les acteurs à pratiquer l'auto-évaluation, l'évaluation (stricto sensu) implique l'intervention d'opérateurs dotés d'une expertise suffisante pour mener à bien un tel projet. Ainsi, en France, l'Agence d'évaluation de la recherche et de l'enseignement supérieur (AERES) s'est dotée d'une charte et d'une déontologie définissant les principes et conditions selon lesquels ses experts conduisent les missions d'évaluation qui leur sont assignées.
Dans les domaines complexes, un enjeu de qualité est lié à l'évaluation des évaluations, par exemple dans le domaine des études sanitaires, épidémiologiques, de l'environnement ou concernant l'efficience énergétique.

## Typologie des évaluations
L'objectif visé, la démarche employée et les outils utilisés varient selon la finalité recherchée et les caractéristiques propres de l'objet et du domaine évalués :

### Finalités assignables à une démarche d'évaluation
Le terme évaluation s'entend différemment selon la finalité poursuivie.
Elle peut viser à la valorisation ou évaluation de la valeur, dans le champ des activités économiques (évaluation des risques-clients) ou financières (évaluation d'entreprise) ou d'activités d'expertise, (expertise de biens meubles ou immeubles).
L'évaluation a aussi le sens de certification, par exemple en gestion de production et assurance qualité. Les entreprises titulaires d'une norme type ISO 9001 ou ISO 14001,doivent se soumettre régulièrement à l'évaluation de leur conformité à ces normes si elles veulent les conserver. Elle est parfois qualifiée d'Audit (ex : audit énergétique).
Également peut être évoque le sens de notation, en pédagogie ou plus généralement pour toute discipline ayant recours à une échelle ou un référentiel de notation: Valuation contingente, Météorologie (par exemple la force des vents avec l'Échelle de Beaufort ou le classement des Tornades (échelle de Fujita) ou Ouragans (Échelle de Saffir-Simpson), les Sciences de la Terre  par ex magnitude des séismes (Échelle de Richter), le sport, notamment le basket-ball.
L'évaluation peut être plus ou moins participative (auto-évaluation d'une personne, d'un groupe ou d'une autre entité) avec alors éventuellement une vocation pédagogique et/ou d'amélioration continue.

### Caractéristiques de l'objet et du domaine concernés
Les pratiques d'évaluation peuvent couvrir des réalités spécifiques.

#### Domaine de la gestion publique
L'évaluation des politiques publiques consiste à analyser les résultats d'une intervention publique pour savoir si celle-ci a atteint les objectifs qui lui étaient assignés. Elle s'appuie sur des méthodes notamment issues de l'économie et de la sociologie; L'évaluation de projets d'équipement est une procédure visant à appuyer la décision publique en fournissant des éléments factuels permettant de juger des conséquences de cette décision. La méthode d'analyse coût-avantage est très souvent utilisée pour cela.

#### Domaine réglementaire
La législation Européenne promeut l'évaluation environnementale des opérations qui, par leurs dimensions, sont susceptibles d'affecter l'environnement. L'évaluation des archives est l'action de déterminer quels dossiers ont valeur probante (avec leurs délais de conservation) et ceux qui ont une valeur archivistique. Avec pour conséquence l'action physique de verser aux archives définitives les dossiers à valeur archivistique ou d'éliminer les dossiers inactifs sans valeur archivistique.

#### Domaine desressources humaines
L'évaluation peut consister à estimer la capacité des salariés à atteindre les objectifs qui leur sont assignés (évaluation de la performance), identifier les salariés en situation de stress ou de difficulté et conduire une expertise psychologique ou psychiatrique sur un patient.

#### Domaine pédagogique

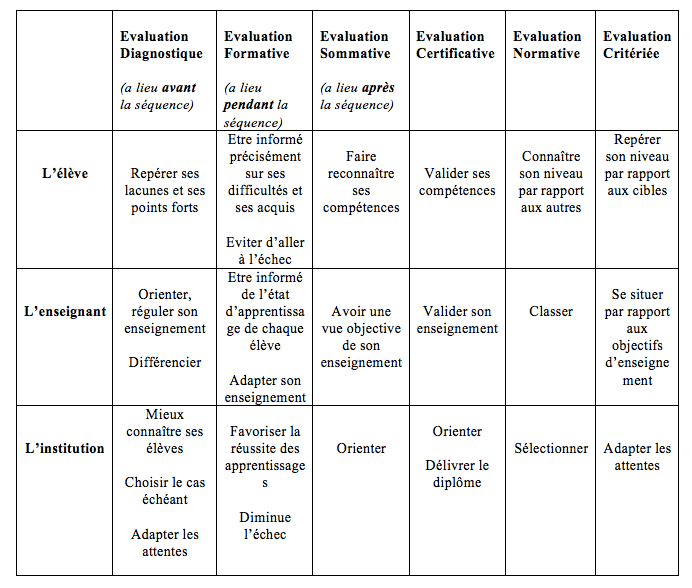
Les différentes formes d'évaluation, à quoi elles peuvent servir et pour qui.

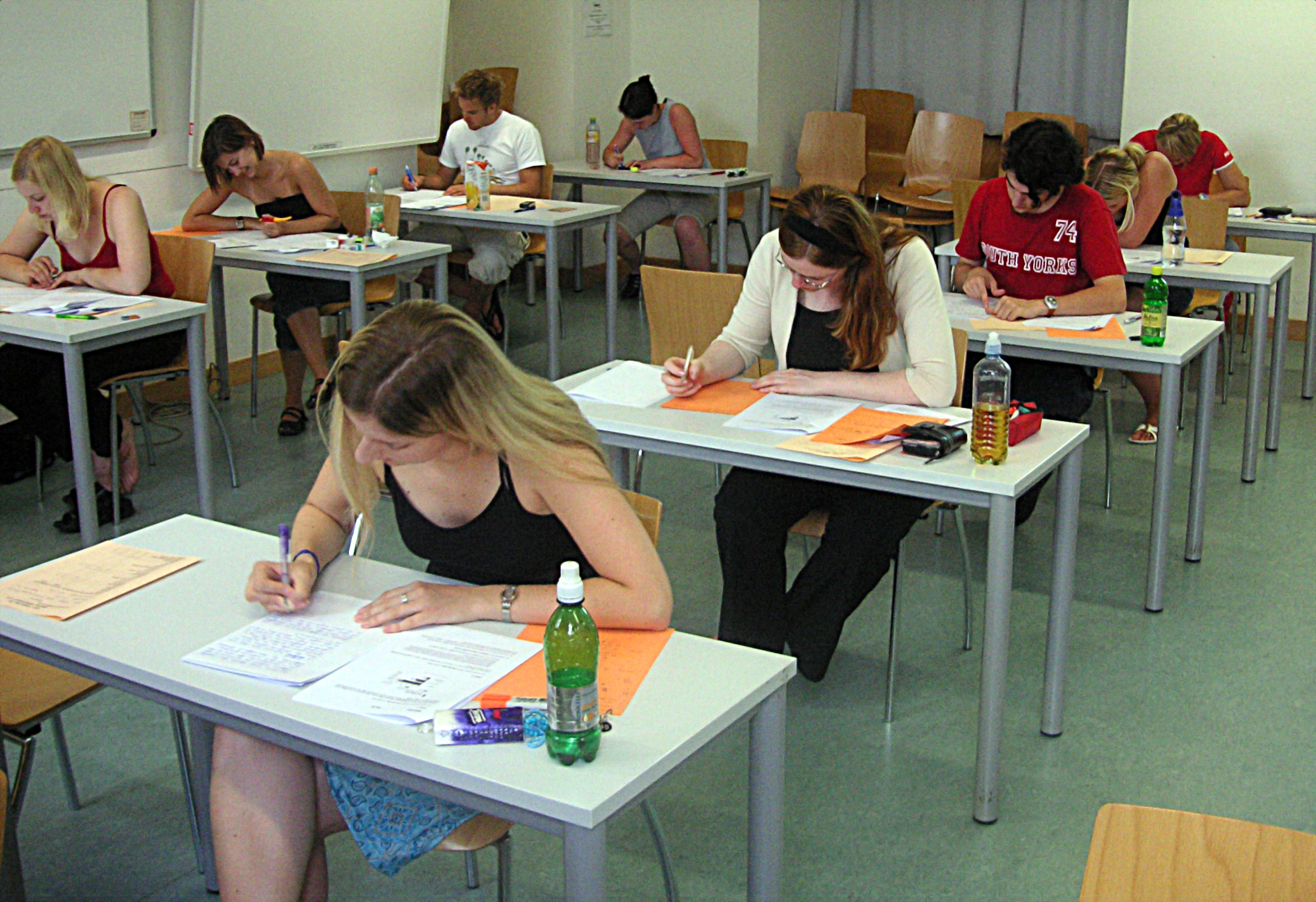
L'examen, une forme d'évaluation en pédagogie.

La docimologie est la discipline scientifique d'étude du déroulement des évaluations en pédagogie et notamment à la façon dont sont attribuées les notes par les correcteurs des examens scolaires.
L'évaluation est le processus d'évaluation des compétences visant à mesurer le niveau d'apprentissage des élèves, par exemple à partir d'un référentiel extérieur. L'évaluation peut être ponctuelle ou continue.
Dans le domaine pédagogique, il existe plusieurs formes d'évaluations. En France, les plus courantes sont l'évaluation sommative et l'évaluation formative. L'évaluation sommative est utilisée pour mesurer les performances des élèves à un moment donné. Elle s'inscrit le plus souvent à la fin d'une ou plusieurs phases d'apprentissage et vise à vérifier les compétences acquises par les élèves. Elles se présentent souvent sous la forme de tests standardisés, d'examens finaux ou de travaux notés. Un exemple de ce type de formation est le baccalauréat à la fin du lycée. L'évaluation formative quant à elle, est intégrée tout au long du processus d'apprentissage afin de fournir des retours aux élèves comme aux enseignants. Elles visent à identifier les lacunes des élèves et à ajuster l'enseignement en conséquence. Elle peut également mettre en lumière des incompréhensions des élèves dues à une mauvaise explication du professeur.

#### Domaine scientifique
En recherche scientifique, l'évaluation par les pairs désigne l'activité collective des chercheurs qui jugent de façon critique les travaux d'autres chercheurs. En médecine ou en écotoxicologie, le terme d'évaluation recouvre le processus antérieur à la mise sur le marché d'une substance active et qui vise à prouver leur innocuité et leur efficacité.

## Démarche de l'évaluation
L'évaluation est réalisable par un tiers indépendant ou sur le mode de l'« auto-évaluation ».
Les « bonnes pratiques » pointent les facteurs-clés suivants : 

### Usage d'un référentiel solide
L'usage d'un référentiel solide et pertinent permettant de piloter l'investigation et de questionnement doit conduire à ce que l'on fasse le «tour de la question» : Tous les aspects doivent être abordés et toutes les questions être posées. Pour éviter les erreurs de d'analyse par omission un référentiel multi-critères doit être établi et observé pour garantir la qualité du regard posé sur l'objet ou l'entité à évaluer. Et ce, tant en étendue (le sujet est convenablement délimité et couvert) qu'en profondeur (le sujet fait l'objet d'une réflexion approfondie notamment au niveau de la recherche de ses manifestations et causes réelles, y compris des plus cachées).

### Usage d'indicateurs quantitatifs et qualitatifs appropriés
La mesure objective réduit la part fréquente de la subjectivité pouvant exister dans la connaissance ou la description de l'État des lieux.
Cette mesure doit s'appuyer sur des indicateurs et « mesure ». Ceci afin d'évaluer par exemple : le chemin qui reste à parcourir pour atteindre : un « niveau » (ex : niveau de connaissances scolaires, niveau disciplinaire (musique, sport, science...), professionnelles, etc.), ou alors un « objectif » (ex : facteur 4 dans le domaine de l'énergie et du climat, ou bon état écologique dans le domaine des écosystèmes ou de la gestion des bassins versants).

### Usage d'outils d'évaluation

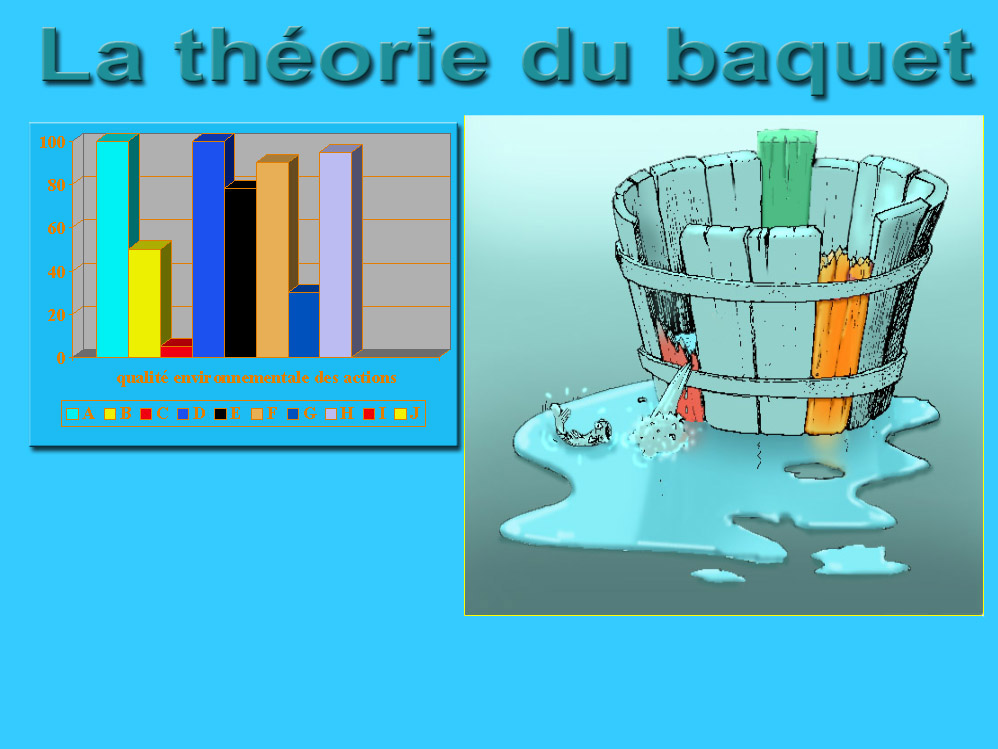
La « théorie du baquet » explique métaphoriquement que dans certains systèmes (quand les éléments qui le constituent sont très interdépendants), le niveau global de qualité ou de service (ici représenté par le niveau d'eau) dépend du plus mauvais indicateur (représenté par la planche la plus basse). Dans ces cas le choix des indicateurs d'évaluation est particulièrement important

#### Les méthodes et les outils d’évaluation qualitative
Ces outils fournissent des données non chiffrées ou qualitatives. On peut citer comme exemples d'outils d’évaluation qualitative : le SWOT, le tableau de bord, le diagramme de GANTT et la fiche d’auto-évaluation.

##### Le SWOT
L'analyse SWOT ou matrice SWOT, acronyme anglais pour Strengths (forces), Weaknesses (faiblesses), Opportunities (opportunités), Threats (menaces), est utile pour analyser, diagnostiquer, décrire :
- Un état de l'existant : une situation, un environnement.
- Le diagnostic d'une dynamique opérationnelle : un processus, un programme, un projet.
- L'évaluation d'une volonté et de ses effets : une politique, une stratégie.

Ainsi, dans le cadre de l'analyse d'une stratégie, l'outil SWOT permet de faire deux diagnostics : d'abord un diagnostic interne, qui identifie les forces et les faiblesses du domaine d'activité stratégique. Celles-ci peuvent être déterminées à l'aide d'une série de modèles d'analyse stratégique, tels que la chaîne de valeur, l'étalonnage (benchmarking) ou l'analyse du tissu culturel. Il peut s'agir par exemple du portefeuille technologique, du niveau de notoriété, de la présence géographique, du réseau de partenaires, de la structure de gouvernement d'entreprise, etc.
Ensuite un diagnostic externe, qui identifie les opportunités et les menaces présentes dans l'environnement. Celles-ci peuvent être aussi déterminées à l'aide d'une série de modèles d'analyse stratégique, tels que le modèle PESTEL, le modèle des 5 forces de la concurrence de Michael Porter ou encore une analyse de scénario. Il peut s'agir par exemple de l'irruption de nouveaux concurrents, de l'apparition d'une nouvelle technologie, de l'émergence d'une nouvelle réglementation, de l'ouverture de nouveaux marchés, etc. On peut aussi comparer avec profit : la perception des forces et faiblesses de l'entreprise par elle-même, la perception des forces et faiblesses de l'entreprise par ses clients, concurrents, fournisseurs, et autres acteurs externes.

##### Le tableau de bord
Selon H. Bouquin, le tableau de bord est : « un ensemble d’indicateurs peu nombreux   (5 à 10) conçus pour permettre aux gestionnaires de prendre connaissance de l'état de l'évolution des systèmes qu’ils pilotent et d’identifier les tendances qui les influenceront sur un horizon cohérent avec la nature de leurs fonctions » . C'est un outil qui indique au manager, comment fonctionne son organisation, et ce qui s’y passe  permettant d'engager les actions idoines  en vue d'atteindre les objectifs désirés. Il  propose donc un cadre d'élaboration, de mise en œuvre et de suivi de la stratégie globale de 
l'entreprise.

## L'évaluation de programmes
L'évaluation de programme sert à englober le suivi de routine et les diverses formes d'évaluation qui s'appliquent aux processus, aux résultats et aux impacts.

## Critiques
La société occidentale demande maintenant à ceux qu'elle missionne, dans tous les domaines d'activité, de lui rendre des comptes - ce qui paraît très légitime -, mais, selon Alain Abelhauser, R. Gori et M-J Sauret, en faisant de cette exigence un instrument de normalisation généralisée et un « dispositif de servitude volontaire ». Les agences d'évaluation, diverses et variées, constituent la nouvelle manière de donner des ordres et de faire de la politique sans en avoir l'air. Maleval montre que l'évaluation méthodique des services détourne à son profit un temps considérable, tandis que sa fiabilité est relative, qu'elle porte atteinte au lien social, que l'interprétation des résultats est fréquemment orientée et qu'elle gomme l'acte politique.